# آردروسان
آردروسان (به انگلیسی: Ardrossan) یک شهرک در اسکاتلند است که در ایرشر شمالی واقع شده‌است. آردروسان ۱۰٬۹۵۲ نفر جمعیت دارد.